# Salmo (zoologia)
Salmo (Linnaeus, 1758), è un genere di pesci appartenenti alla famiglia Salmonidae, che include molte specie di salmoni e trote. 

## Distribuzione e habitat
Queste specie sono presenti in tutto il continente europeo, in Nordafrica, in Asia minore e in molti settori freddi o temperati dell'Asia centro-occidentale. Una sola specie anadroma, Salmo salar, è presente anche lungo le coste del Nordamerica tra Québec e New England, e attraverso l'Atlantico settentrionale in Groenlandia e Islanda. A seguito di introduzione da parte dall'uomo, alcune specie sono ormai presenti in quasi tutti i continenti, nonché nell'emisfero Australe.

Sono pesci che vivono sia in mare che nelle acque dolci. Quelli che vivono in mare tornano comunque a riprodursi nei fiumi, il che dimostra la loro origine dulcacquicola. Sono tutti amanti delle basse temperature e delle acque molto ossigenate e infatti non si trovano nelle regioni tropicali.

## Descrizione
Le specie del genere Salmo presentano un corpo fusiforme, piuttosto compresso ai lati, con bocca grande e dotata di denti anche sulla lingua. Sono tutti dotati di una pinna adiposa ben visibile, di pinna caudale a bordo dritto o quasi, di pinne ventrali inserite molto indietro (talvolta posteriormente alla pinna dorsale). Nella livrea sono spesso presenti macchiette e punti di vario colore.

## Specie

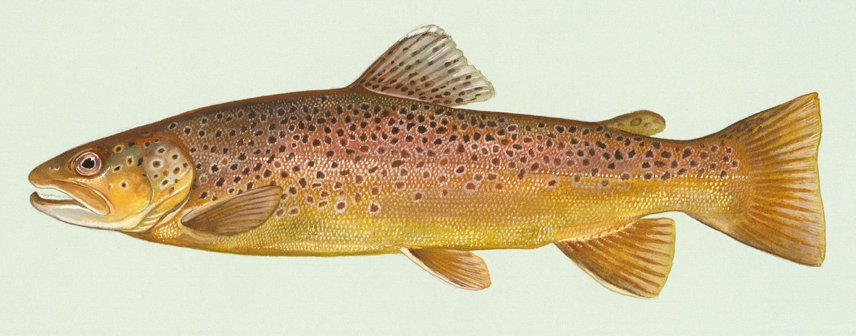
Salmo trutta fario

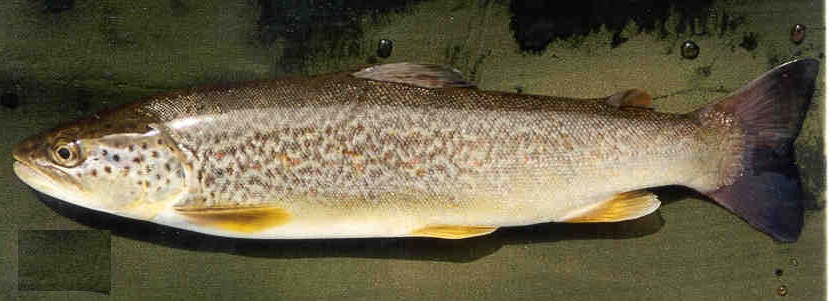
Salmo marmoratus

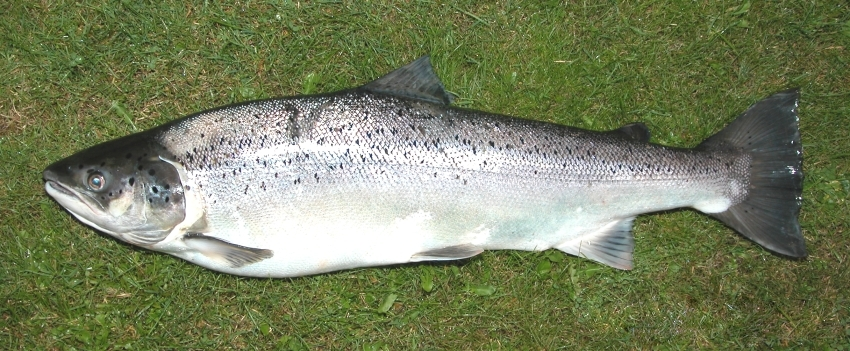
Salmo trutta trutta

Il genere comprende 50 specie, alcune delle quali non più considerate valide
- Salmo abanticus Tortonese, 1954
- Salmo akairos Delling & Doadrio, 2005
- Salmo aphelios Kottelat, 1997
- Salmo balcanicus (Karaman, 1927)
- Salmo carpio Linnaeus, 1758
- Salmo caspius Kessler, 1877
- Salmo cenerinus Nardo, 1847
- Salmo cettii Rafinesque, 1810
- Salmo chilo Turan, Kottelat & Engin, 2012
- Salmo ciscaucasicus Dorofeeva, 1967
- Salmo coruhensis Turan, Kottelat & Engin, 2010
- Salmo dentex (Heckel, 1851)
- Salmo euphrataeus Turan, Kottelat & Engin, 2014
- Salmo ezenami Berg, 1948
- Salmo farioides Karaman, 1938
- Salmo ferox Jardine, 1835
- Salmo fibreni Zerunian & Gandolfi, 1990
- Salmo ghigii Pomini, 1941
- Salmo ischchan Kessler, 1877
- Salmo kottelati Turan, Doğan, Kaya & Kanyılmaz, 2014
- Salmo labecula Turan, Kottelat & Engin, 2012
- Salmo labrax Pallas, 1814
- Salmo letnica (Karaman, 1924)
- Salmo lourosensis Delling, 2011
- Salmo lumi Poljakov, Filipi, Basho & Hysenaj, 1958
- Salmo macedonicus (Karaman, 1924)
- Salmo macrostigma (Duméril, 1858)
- Salmo marmoratus Cuvier, 1829
- Salmo montenigrinus (Karaman, 1933)
- Salmo multipunctatus Doadrio, Perea & Yahyaoui, 2015
- Salmo nigripinnis Günther, 1866
- Salmo obtusirostris (Heckel, 1851)
- Salmo ohridanus Steindachner, 1892
- Salmo okumusi Turan, Kottelat & Engin, 2014
- Salmo opimus Turan, Kottelat & Engin, 2012
- Salmo pallaryi Pellegrin, 1924
- Salmo pelagonicus Karaman, 1938
- Salmo pellegrini Werner, 1931
- Salmo peristericus Karaman, 1938
- Salmo platycephalus Behnke, 1968
- Salmo rhodanensis Fowler, 1974
- Salmo rizeensis Turan, Kottelat & Engin, 2010
- Salmo salar Linnaeus, 1758
- Salmo schiefermuelleri Bloch, 1784
- Salmo stomachicus Günther, 1866
- Salmo taleri (Karaman, 1933)
- Salmo tigridis Turan, Kottelat & Bektaş, 2011
- Salmo trutta Linnaeus, 1758
- Salmo viridis Doadrio, Perea & Yahyaoui, 2015
- Salmo visovacensis Taler, 1950
- Salmo zrmanjaensis Karaman, 1938